# 184ª Divisione paracadutisti "Nembo"
La Divisione paracadutisti "Nembo" è stata una unità del Regio Esercito (italiano) durante la seconda guerra mondiale.

## Storia
La 184ª Divisione paracadutisti "Nembo" venne ufficialmente formata il 1º novembre 1942, a partire dal 185º Reggimento fanteria paracadutisti "Folgore", (già della 185ª Divisione paracadutisti "Folgore") e da altri reggimenti addestrati presso le Scuole di Paracadutismo di Tarquinia e Viterbo ed attivati presso il Deposito Truppe Paracadutiste di Firenze, ossia il 184º Reggimento di fanteria paracadutisti (24 agosto 1942) ed il 184º Reggimento artiglieria paracadutisti (15 settembre 1942), cui successivamente si aggiunse il 183º Reggimento fanteria paracadutisti (11 gennaio 1943). Costituita in modo affrettato e con personale meno attentamente selezionato di quello della divisione "Folgore", la "Nembo" operò solo sul territorio nazionale.
Nell'aprile del 1943 il 185º Reggimento fanteria paracadutisti venne trasferito nella zona di Gorizia per contrastare le sempre più frequenti infiltrazioni di partigiani jugoslavi nel territorio friulano, operazione che li tenne impegnati fino al mese di luglio. Trasferito successivamente nelle Puglie e poi in Calabria, venne brevemente impiegato in Sicilia contro gli Alleati dal 3 al 13 agosto 1943, quando rientrò in Calabria, dove, dal 3 settembre, impegnò in combattimento (VIII battaglione) le forze britanniche e canadesi nella zona dell'Aspromonte a seguito degli sbarchi dell'operazione Baytown.
Nel frattempo (dal 2 giugno 1943) il resto della divisione venne trasferito in Sardegna, venendo frammentato in Gruppi Tattici formati ciascuno da un battaglione paracadutisti rinforzato da altri elementi, con funzione di riserva antisbarco e di difesa degli aeroporti. Alle dipendenze della Divisione erano anche il Gruppo Tattico "Cadeddu" (formato dal Gruppo Squadroni "Cavalleggeri di Sardegna" su carri L6/40 ed inquadrato nel Raggruppamento Tattico "Invrea"), ed il XVIII battaglione carri M14/41 (inquadrato nel Raggruppamento di Manovra "Tantillo").

### L'armistizio dell'8 settembre e la crisi della Divisione
A seguito dell'armistizio dell'8 settembre 1943, con conseguente dichiarazione di non belligeranza e denuncia dell'alleanza con la Germania nazista, nella Divisione esplosero violenti contrasti tra gli elementi fedeli al giuramento al Re, che intendevano attenenersi alle direttive impartite del Regno del Sud, ed elementi che invece rifiutavano di accettare il cambio di alleanze. Tra le unità schierate in Sardegna si verificarono numerosi episodi di ammutinamento che furono sedati con difficoltà. Vennero arrestati il colonnello Pietro Tantillo, vice comandante della divisione e comandante del Raggruppamento di manovra, ed il tenente colonnello Ademaro Invrea, comandante del Raggruppamento di Marrubiu. Centinaia di altri ufficiali di soldati del X e XIII battaglione vennero arrestati ed internati nel campo di punizione di Uras ed in una caserma di Cagliari, mentre centinaia di militari della divisione vennero trasferiti in altre unità. Il comandante della divisione, il gen. Ercole Ronco, venne destituito e sostituito dal generale Giorgio Morigi, già comandante della 183ª Divisione paracadutisti "Ciclone".
L'episodio più grave fu la diserzione del XII Battaglione (maggiore Mario Rizzatti) con elementi del X Battaglione, una compagnia controcarro ed una compagnia mortai, che si unirono alla 90. Panzergrenadier-Division tedesca seguendola prima in Corsica e poi sul continente. Il tenente colonnello Alberto Bechi Luserna, capo di Stato Maggiore della Divisione, venne ucciso nel tentativo di fermare i ribelli. La divisione, ridotta a soli cinque battaglioni e profondamente scossa nel morale, non poté quindi che essere poco impiegata per contrastare le truppe tedesche presenti in Sardegna, come originariamente previsto nei piani formulati dal generale Antonio Basso. Anche tra le unità del 185º Reggimento della divisione schierato in Calabria si verificarono gravi disordini e sbandamenti, e la maggior parte del III Battaglione (capitano Sala) si unì alle forze tedesche nella zona, ripiegando verso la Campania con la 29. Panzergrenadier-Division.

### La Divisione dopo l'8 settembre 1943

#### LaNembonella Repubblica Sociale Italiana
Agli elementi della "Nembo" schieratisi con i tedeschi si unirono agli elementi delle 121ª e 131ª compagnie paracadutisti e della 112ª camionettisti del 10º Reggimento arditi che non avevano partecipato ai combattimenti per la difesa di Roma (come avevano fatto invece la 122ª paracadutisti e la 111ª camionettisti), gli ADRA, due compagnie del XX Battaglione della 183ª Divisione paracadutisti "Ciclone" (che pure insieme al XIX battaglione della stessa divisione aveva combattuto per tre giorni contro i tedeschi in Toscana) e la compagnia del capitano D'Abundo, formata da complementi della stessa "Nembo" provenienti dalla Scuola Paracadutisti di Viterbo. L'insieme di queste forze andò a formare il primo reparto paracadutista della Repubblica Sociale Italiana, denominato "Raggruppamento Volontari Paracadutisti Italiani", che si spiegò sulle coste laziali contro le forze anglo-americane in funzione antisbarco: raggiunto il migliaio di uomini di organico e ridenominato "Raggruppamento paracadutisti "Nembo", il reparto fu posto alle dipendenze operative della 2. Fallschirmjäger-Division del generale Ramcke., per confluire infine nei reparti paracadutisti della Aeronautica Nazionale Repubblicana della Repubblica Sociale Italiana.

#### LaNembonel Regio Esercito cobelligerante

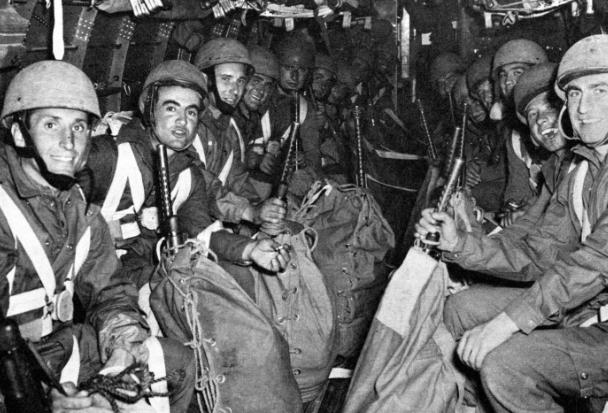
Parà della centuria Nembo, durante l'operazione Herring

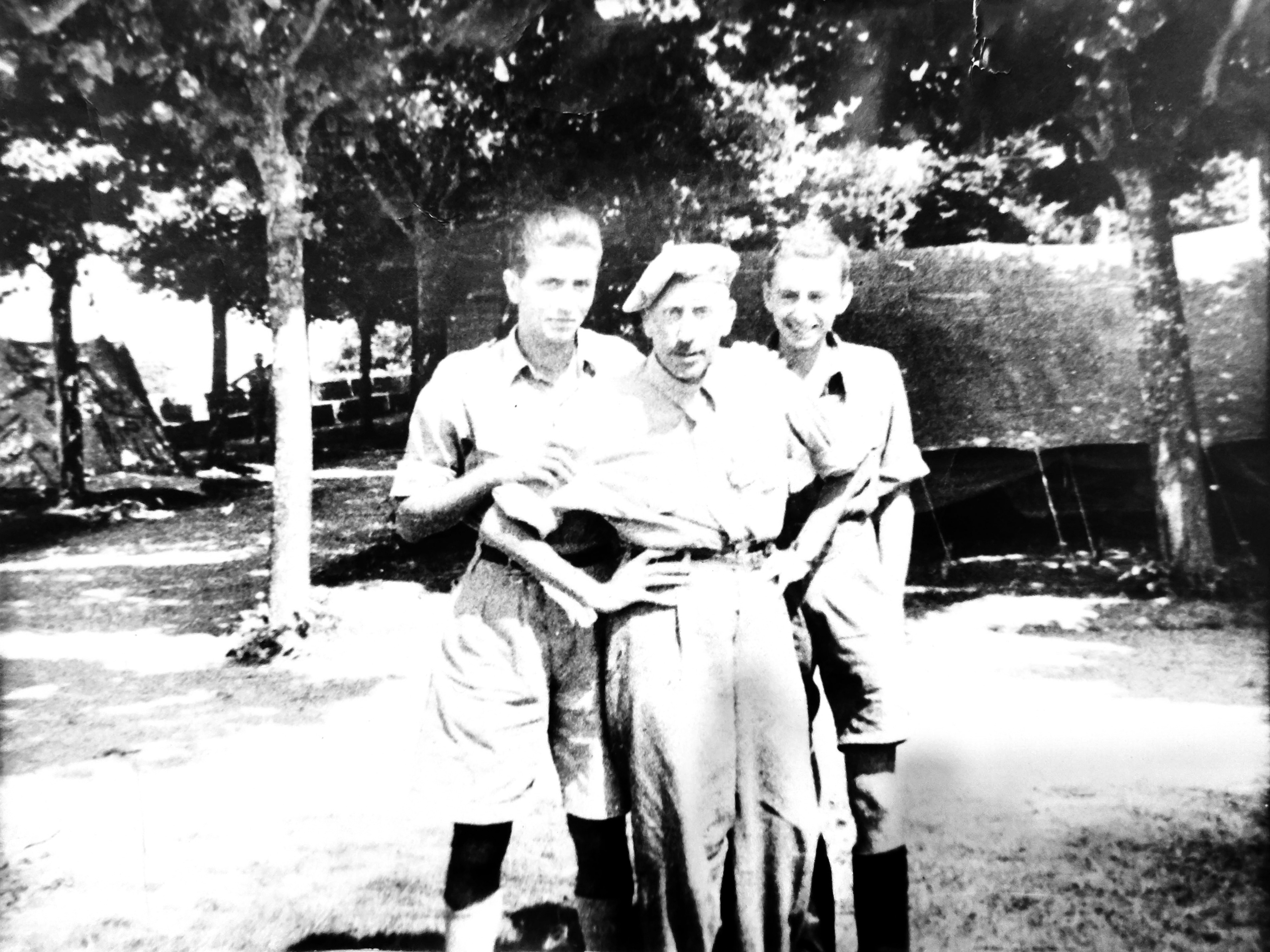
Il Gen. Giorgio Morigi, comandante della Divisione, con Ugo Morigi (sinistra) e Giulio Morigi (destra) sul campo allestito al Colle Ascarano di San Ginesio

Le unità della "Nembo" rimaste fedeli al Regno del Sud entrarono a fare parte dell'Esercito Cobelligerante Italiano. Tra le unità del 185º Reggimento, schierato in Calabria, la 9ª Compagnia del III Battaglione (capitano Gay) confluì in quello che venne denominato "1º Reparto Speciale Autonomo" (più tardi noto come "Squadrone "F"") mentre il resto del reggimento si riorganizzò attorno all'XI Battaglione per formare il 185º Reparto Autonomo Paracadutisti "Nembo", ordinato su:
- Comando e Plotone comando 
  - 31ª Compagnia paracadutisti
  - 32ª Compagnia paracadutisti
  - 33ª Compagnia paracadutisti
  - 34ª Compagnia mortai (81 mm Mod. 35)
  - 35ª Compagnia cannoni (47/32 Mod. 35)

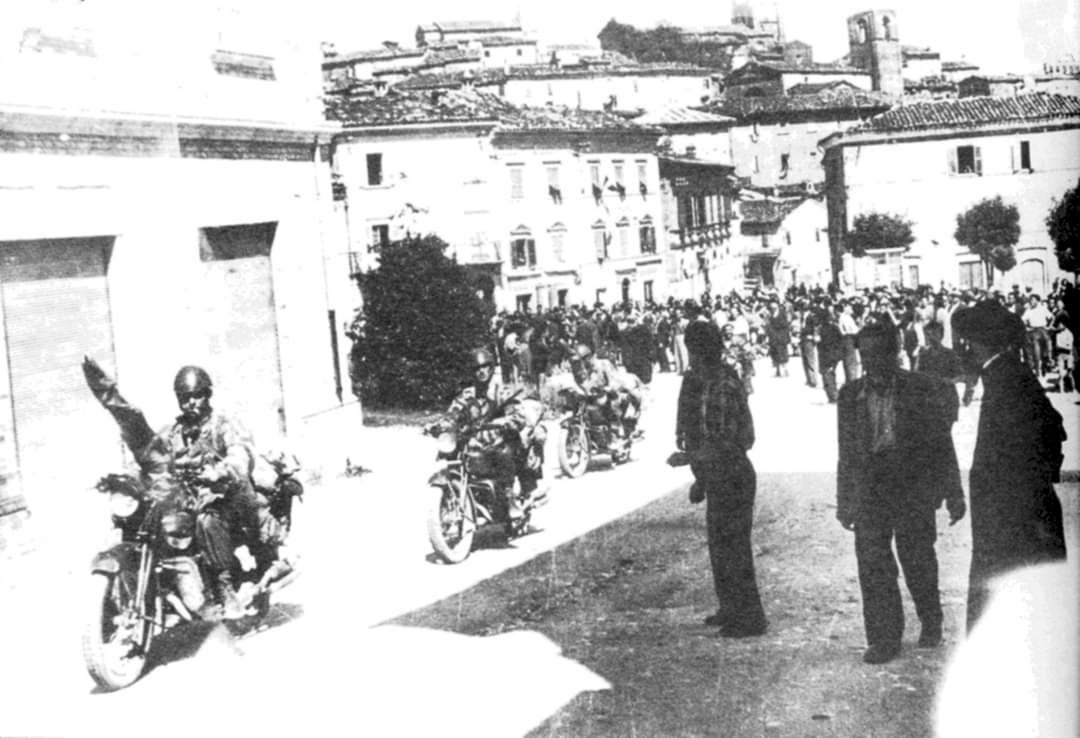
L'arrivo degli uomini della Divisione a Sarnano

Il reparto, rinominato a gennaio 1944 come 185º Reparto Autonomo Arditi Paracadutisti "Nembo", venne quindi incluso nel Primo Raggruppamento Motorizzato, la prima unità del Esercito co-belligerante Italiano ad entrare in combattimento contro i tedeschi, comportandosi brillantemente nei combattimenti di Monte Marrone (marzo 1944), prima di venire riassorbito dalla Divisione.
Infatti nell'aprile 1944 la parte della 184ª Divisione paracadutisti "Nembo" rimasta in Sardegna (comandante gen. Giorgio Morigi e capo di S. M. ten. col. Giuseppe Izzo) rientrava sul continente, e veniva inviata in zona di operazioni sulla Linea Gustav, prendendo poi parte alle azioni di guerra a Chieti e nella zona anconetana-maceratese. Nel giugno 1944 li ritroviamo all'Abbadia di Fiastra e il 20 giugno, dopo che i partigiani del gruppo Vera liberarono San Ginesio e il CLN assunse il ruolo dell'amministrazione comunale, al Colle Ascarano la Divisione pose il campo base per gestire le operazioni di liberazione nelle città vicine, tra cui Tolentino (sera del 20 giugno), Sarnano e Macerata (21 giugno), Villa Potenza (1 luglio) e Filottrano (9 luglio), prendendo parte inoltre alle battaglia di Filottrano e di Montecarotto (luglio 1944).
Il 24 settembre 1944 la divisione venne sciolta, venne smontato il campo base di San Ginesio, e parte dei suoi elementi paracadutisti confluirono nel Reggimento paracadutisti "Nembo" e nel 184 reggimento artiglieria paracadutisti inquadrati nel Gruppo di Combattimento "Folgore"; fra essi Carlo Reddi, medaglia d'oro al valor militare.

## Unità

### Organizzazione da novembre 1942 a giugno 1943
La divisione era così strutturata:
Comando e Compagnia comando divisionale
184ª Compagnia mista Carabinieri Reali
146° Ufficio postale da campo
184ª Sezione sussistenza
184ª Sezione intendenza
184ª Sezione sanità
184º Reparto trasporti
184ª Compagnia mortai (81 mm Mod. 35)
184ª Compagnia genio collegamenti
184ª Compagnia genio minatori-artieri
184ª Compagnia motociclisti paracadutisti
284ª Compagnia ciclisti paracadutisti
CLXXXIV Battaglione genio guastatori paracadutisti, su:
Compagnia comando
1ª Compagnia genio guastatori paracadutisti
2ª Compagnia genio guastatori paracadutisti
3ª Compagnia genio guastatori paracadutisti
183º Reggimento fanteria paracadutisti, su:
Comando e Compagnia comando
Compagnia cannoni reggimentale (65/17 Mod. 13)
X/bis Battaglione paracadutisti, su:
Compagnia comando
28ª/bis Compagnia paracadutisti
29ª/bis Compagnia paracadutisti
30ª/bis Compagnia paracadutisti
XV Battaglione paracadutisti, su:
Compagnia comando
43ª Compagnia paracadutisti
44ª Compagnia paracadutisti
45ª Compagnia paracadutisti
XVI Battaglione paracadutisti, su:
Compagnia comando
46ª Compagnia paracadutisti
47ª Compagnia paracadutisti
48ª Compagnia paracadutisti
184º Reggimento fanteria paracadutisti, su:
Comando e Compagnia comando
Compagnia cannoni reggimentale (65/17 Mod. 13)
XII Battaglione paracadutisti, su:
Compagnia comando
34ª Compagnia paracadutisti
35ª Compagnia paracadutisti
36ª Compagnia paracadutisti
XIII Battaglione paracadutisti, su:
Compagnia comando
37ª Compagnia paracadutisti
38ª Compagnia paracadutisti
39ª Compagnia paracadutisti
XIV Battaglione paracadutisti, su:
Compagnia comando
40ª Compagnia paracadutisti
41ª Compagnia paracadutisti
42ª Compagnia paracadutisti
185º Reggimento fanteria paracadutisti, su:
Comando e Compagnia comando
Compagnia cannoni reggimentale (65/17 Mod. 13)
III Battaglione paracadutisti, su:
Compagnia comando
7ª Compagnia paracadutisti
8ª Compagnia paracadutisti
9ª Compagnia paracadutisti
VIII/bis Battaglione paracadutisti, su:
Compagnia comando
22ª/bis Compagnia paracadutisti
23ª/bis Compagnia paracadutisti
24ª/bis Compagnia paracadutisti
XI Battaglione paracadutisti, su:
Compagnia comando
31ª Compagnia paracadutisti
32ª Compagnia paracadutisti
33ª Compagnia paracadutisti
184º Reggimento artiglieria paracadutisti, su:
Comando e batteria comando
I Gruppo artiglieria paracadutisti, su:
Batteria comando
7ª Batteria artiglieria paracadutisti (47/32 Mod. 35)
8ª Batteria artiglieria paracadutisti (47/32 Mod. 35)
II Gruppo artiglieria paracadutisti, su:
Batteria comando
9ª Batteria artiglieria paracadutisti (47/32 Mod. 35)
10ª Batteria artiglieria paracadutisti (47/32 Mod. 35)
III Gruppo artiglieria paracadutisti, su:
Batteria comando
11ª Batteria artiglieria paracadutisti (47/32 Mod. 35)
12ª Batteria artiglieria paracadutisti (47/32 Mod. 35)

### Organizzazione dal giugno 1943 a marzo 1944
Comando e Plotone comando 
31ª Compagnia paracadutisti
32ª Compagnia paracadutisti
33ª Compagnia paracadutisti
34ª Compagnia mortai (81 mm Mod. 35)
35ª Compagnia cannoni (47/32 Mod. 35)
Raggruppamento "Quaroni", ad Assemini su:
Gruppo Tattico "Luserna" (XV Battaglione)
Gruppo Tattico "Gigersa" (XVI Battaglione)
Gruppo Tattico "Conte" (CLXXXIV Battaglione guastatori)
II Gruppo del 184º Reggimento artiglieria
Raggruppamento "Renzoni", a Serramanna su:
Gruppo Tattico "Rizzatti" (XII Battaglione)
Gruppo Tattico "Corrias" (XIV Battaglione)
I Gruppo del 184º Reggimento artiglieria
Raggruppamento "Invrea" a Marrubiu, su:
Gruppo Tattico "Del Vita" (XIII Battaglione)
Gruppo tattico "Valletti" (X Battaglione)
Compagnia cannoni da 47/32
Raggruppamento di manovra "Tantillo" a Sanluri, su:
184ª Compagnia mortai da 81
184ª Compagnia motociclisti
284ª Compagnia ciclisti
Compagnia cannoni da 47/32
III Gruppo del 184º Reggimento artiglieria
184ª Compagnia genio collegamenti
184ª Compagnia genio minatori-artieri

### Organizzazione da marzo 1944 a settembre 1944
Comando e Compagnia comando divisionale
184ª Compagnia mista Carabinieri
146° Ufficio postale da campo
184ª Sezione sussistenza
184ª Sezione intendenza
184ª Sezione sanità
184º Reparto trasporti
184ª Compagnia mortai (81 mm Mod. 35)
184ª Compagnia genio collegamenti
184ª Compagnia genio minatori-artieri
184ª Compagnia motociclisti paracadutisti
V Gruppo artiglieria controcarro
CLXXXIV Battaglione guastatori paracadutisti
183º Reggimento fanteria paracadutisti, su:
XV Battaglione paracadutisti
XVI Battaglione paracadutisti
184º Reggimento fanteria paracadutisti, su:
XIII Battaglione paracadutisti
XIV Battaglione paracadutisti
184º Reggimento artiglieria paracadutisti, su:
I Gruppo artiglieria paracadutisti (75/18 Mod. 35)
III Gruppo Artiglieria paracadutisti (100/22)
Batteria contraerea paracadutisti (20/65)